# Ceratomerus ordinatus
Ceratomerus ordinatus är en tvåvingeart som beskrevs av Hardy 1930. Ceratomerus ordinatus ingår i släktet Ceratomerus och familjen Brachystomatidae. Inga underarter finns listade i Catalogue of Life.